# 1961 în literatură
Anul 1961 în literatură a implicat o serie de noi cărți și evenimente semnificative. 

## Cărți noi
- Brian Aldiss - The Primal Urge
- Poul Anderson - Three Hearts and Three Lions
- J. G. Ballard - The Wind From Nowhere
- Pat Boone - 'Twixt Twelve and Twenty
- J. L. Borges - Ficciones (The Garden of Forking Paths and Artifices translated by Anthony Bonner)
- Morley Callaghan - A Passion in Rome
- John Dickson Carr - The Witch of the Low Tide: An Edwardian Melodrama
- Agatha Christie
  - The Pale Horse
  - Double Sin and Other Stories
- A. J. Cronin - The Judas Tree
- Roald Dahl - James and the Giant Peach
- L. Sprague de Camp - The Dragon of the Ishtar Gate
- August Derleth - The Reminiscences of Solar Pons
- Cyprian Ekwensi - Jagua Nana
- Ian Fleming - Thunderball
- Ernest K. Gann - Fate Is the Hunter
- Gabriel García Márquez - No One Writes to the Colonel (El coronel no tiene quien le escriba)
- Winston Graham - Marnie
- Harry Harrison - The Stainless Steel Rat
- Robert A. Heinlein - Stranger in a Strange Land
- Joseph Heller - Catch-22
- Marlen Haushofer - The Wall
- Patricia Highsmith - This Sweet Sickness
- Richard Hughes -The Fox in the Attic
- Norton Juster - The Phantom Tollbooth
- Margaret Laurence - The Stone Angel
- John le Carré - Call for the Dead
- H. P. Lovecraft - The Shunned House
- Iris Murdoch - A Severed Head
- V. S. Naipaul - A House for Mr. Biswas
- R. K. Narayan - The Man-Eater of Malgudi
- Juan Carlos Onetti - El astillero (The Shipyard)
- Walker Percy - The Moviegoer
- Harold Robbins - The Carpetbaggers
- J. D. Salinger - Franny and Zooey
- Leonardo Sciascia - Il giorno della civetta
- Muriel Spark - The Prime of Miss Jean Brodie
- John Steinbeck - The Winter of Our Discontent
- Irving Stone - The Agony and the Ecstasy
- Rex Stout - The Final Deduction
- Theodore Sturgeon - Some of Your Blood
- Leon Uris - Mila 18
- Rose Valland - Le front de l'art
- Kurt Vonnegut - Mother Night
- H. Russell Wakefield - Strayers from Sheol
- Edward Lewis Wallant - The Pawnbroker
- Morris West - Daughter of Silence
- Richard Yates -Revolutionary Road
- Yevgeny Yevtushenko - Zima Junction

## Decese
- 19 octombrie: Mihail Sadoveanu (n. 1880

## Premii
- Premiul Nobel pentru Literatură: Ivo Andric